# Massevoldtægt i krigssituationer
Massevoldtægt betegner voldtægt begået af en stor gruppe gerningsmænd i fællesskab.
Massevoldtægt forekommer hyppigt i forbindelser med krige. Ifølge lektor i statskundskab på Aarhus Universitet Carsten Bagge Laustsen, som har forsket i brugen af massevoldtægter som våben i forbindelse med krigshandlinger, anvendes massevoldtægt i krigssituationer som middel til at undergrave modstanderens identitet:
"Massevoldtægterne skal ses som et element i en etnisk udrensning. Det handler om destruktion af andre grupper. Krig handler ikke bare om territorier, men også om at dominere og opløse andre etniske grupper, religioner og identiteter."
Han uddyber dette med, at det har en nedbrydende virkning på de(n) ramte kvinde(r), ægtefælle(r) og familie(r).